# Herbert Knaup
Herbert Knaup (ur. 23 marca 1956 w Sonthofen) – niemiecki aktor filmowy i telewizyjny.

## Życiorys

### Wczesne lata
Urodzony w Sonthofen jako syn muzyka, który współpracował m.in. z Lale Andersen, dorastał w Allgäu. Jego starsza siostra Renate (ur. 1 lipca 1948) od 1968 została wokalistką rockowej grupy Amon Düül, a brat Karol (ur. 1950) aktorem głosowym.
Początkowo pracował jako fotograf kości łokciowych z ówczesną przyjaciółką Ellen Von Unwerth. W latach 70. rozpoczął karierę międzynarodową jako model. Uczył się aktorstwa w Otto-Falckenberg-Schule w Monachium. Od roku 1978 otrzymywał angaże w teatrach m.in. w Heidelbergu, Zurychu, Bazylei i Wiedniu.

### Kariera
Po występie w 38-minutowym filmie Coda (1978) i Jaipur Junction (1982), został dostrzeżony dzięki roli sierżanta Karla Simona w dramacie sensacyjnym Niepokonani (Die Sieger, 1994), która przyniosła mu Bawarską Nagrodę Filmową '95 oraz nominację do German Film Award. W 1999 r. za rolę ojca Loli (Franka Potente) w dramacie kryminalnym Biegnij Lola, biegnij (Lola rennt, 1998) otrzymał German Film Award jako najlepszy aktor drugoplanowy. W 2005 r. został uhonorowany niemiecką Złotą Kamerą za postać Wernera Tschirnera w komediodramacie Agnes i jego bracia (Agnes und seine Brüder, 2004) obok Moritza Bleibtreu i jako Paul w dramacie Kryształ górski (Bergkristall, 2004).
W 2008 r. przyznano mu nagrodę Hessian TV Award za rolę odnoszącego sukces biznesmena Petera Freia w dramacie telewizyjnym Szpaty widoku (Späte Aussicht, 2007) i za kreację Dr. Heinricha Werhahna w dramacie telewizyjnym Duży Tom (Der große Tom, 2008). W 2010 r. otrzymał Bavarian TV Award za postać Kluftingera w dramacie kryminalnym Kryminalny Allgäu (Erntedank. Ein Allgäukrimi, 2009).

### Życie prywatne
W latach 1993–2001 związany był z aktorką Natalią Wörner. W 2006 roku ożenił się z Christiane. Ma dwóch synów. Zamieszkał w Berlinie.

## Filmografia

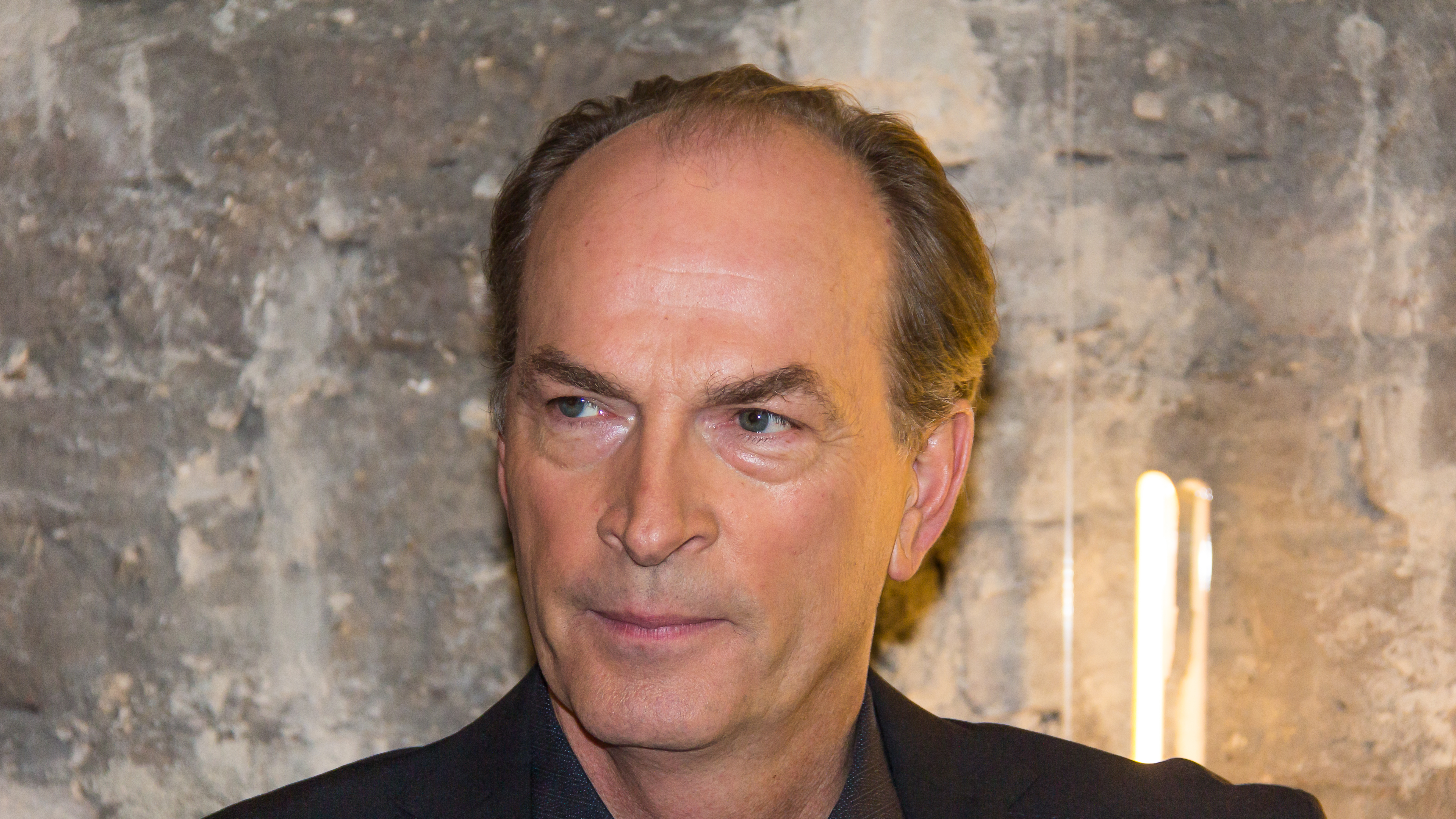
Herbert Knaup, 2014

### Filmy fabularne
- 1989: Ostatnia droga Wallera (Wallers letzter Gang) jako Waller (w młodości)
- 1994: Niepokonani (Die Sieger) jako Karl Simon
- 1995: Brat snu (Schlafes Bruder) jako Kantor Goller / dyrygent chóru Goller
- 1998: Fever jako Doermer
- 1998: Biegnij Lola, biegnij (Lola rennt) jako ojciec Loli
- 1998: Blind Date jako Markus
- 2000: Marlena jako Rudolf Sieber
- 2000: Przyzwoity przestępca (Ordinary Decent Criminal) jako De Heer
- 2002: Nigdzie w Afryce (Nirgendwo in Afrika) jako Walter Redlich (głos)
- 2002: Deseo jako Bremen
- 2003: Światła (film) (Lichter) jako Klaus Fengler
- 2003: Hamlet_X jako Laertes
- 2004: Anatomia 2 (Anatomie 2) jako prof. Müller-LaRousse
- 2006: Krucjata w dżinsach (Kruistocht in spijkerbroek) jako Carlo Bennatti
- 2006: Cząstki elementarne  (Elementarteilchen) jako Sollers
- 2006: Życie na podsłuchu (Das Leben der Anderen) jako Gregor Hessenstein
- 2009: This Is Love jako Dominik
- 2009: Sisi (TV) jako książę Max (ojciec głównej bohaterki)
- 2010: Jerry Cotton jako pan High
- 2010: Molly i mops: Życie to nie bułka z masłem (Molly & Mops - Das Leben ist kein Guglhupf, TV) jako Hannes Voss
- 2010: Bon appetit! (Bon appétit ) jako Thomas
- 2011: 247 dni (Marco W. - 247 Tage im türkischen Gefängnis, TV) jako Ralf Weiss
- 2011: W ciemności (In Darkness) jako Ignacy Chiger (w polskiej wersji: Leszek Piskorz)
- 2012: Opiekun (Schutzengel) jako Henri Brietner
- 2013: Duszek

### Seriale TV
- 1984: Tatort (Miejsce zbrodni) jako Bernhard 'Carlos' von Fiedler
- 1994: Wszystko z wyjątkiem morderstwa! (Alles außer Mord!) jako Alexander Mehring
- 1997: Die Gang jako Francis Miller
- 1997: Faust jako Uwe Eichmeier
- 1998: T.E.A.M. Berlin jako Robert Berger
- 2000: Norymberga jako Albert Speer
- 2002-2006: Eva Blond (Blond: Eva Blond!) jako Richard Hester
- 2007: Telefon 110 (Polizeiruf 110) jako Hermann Denninger
- 2011: Komisarz Luke (Kommissarin Lucas) jako Klaus Merdinger
- 2012: Telefon 110 (Polizeiruf 110) jako prof. Henner Gottsched
- 2014: Helen Dorn jako Hans Thomsen
- 2014: Tatort (Miejsce zbrodni) jako Franke